# Melolontha furcicauda
Melolontha furcicauda – gatunek chrząszcza z rodziny poświętnikowatych, podrodziny chrabąszczowatych i plemienia Melolonthini.

## Taksonomia
Gatunek ten został opisany w 1881 przez Félixa J. M. L. Ancey.

## Opis
Ciało długości od 32 do 34 mm i szerokości od 15 do 16 mm, wydłużone, wypukłe, całe pokryte białymi łuskami, rudobrązowe z ciemnobrązową głową i przedpleczem. Nadustek wielokątny, nieco z przodu wycięty. Głowa gęsto i nierównomiernie punktowana oraz gęsto oszczeciniona, opatrzona dziesięcioczłonowymi czułkami z siedmioczłonową buławką. Łuski na przedpleczu drobne po bokach, a duże pośrodku. Przedplecze duże, z tyłu szerokie, z przodu nieco zwężone, o kątach przednich bardzo tępych, tylnych wystających i prostych, bokach delikatnie zaokrąglonych, a nasadzie umiarkowanie silnie płatkowatej pośrodku. Na bokach przedplecza delikatna i gęsta granulacja, pośrodku zaś punktowanie. Tarczka gęsto i bardzo delikatnie punktowana. Międzyrzędy pokryw płaskie, wyniesione, wąskie, gęsto pokryte łuskami. Długie włoski gęsto pokrywają zapiersie. Złociste włoski porastają także przedpiersie i śródpiersie. Długie pygidium wyciągnięte jest z tyłu w rozdwojony ogon.
Pędraki (larwy) duże, masywne, osiągające około 40–50 mm, ubarwione żółtawo-biało z jasnobrązową głową.

## Biologia i ekologia
Chrabąszcz ten związany jest przede wszystkim z lasami iglastymi, w których występuje aż do wysokości około 3000 m n.p.m.. Notowany także z ekosystemów z dominacją Amomum subulatum. Osobniki dorosłe aktywne są w stanie Himachal Pradesh w drugiej połowie czerwca i odżywiają się figowcami i pestkowcami. Pędraki żerują na podziemnych częściach roślin. Notowane są jako szkodniki upraw ziemniaków i innych warzyw, a także kukurydzy. Ponadto chrabąszcze te spotykane są w łożach siewnych w uprawach cedru himalajskiego (Cedrus deodara), gdzie ogryzają korę oraz przecinają korzenie siewek i młodych drzewek.

## Rozprzestrzenienie
Chrabąszcz ten wykazany został z indyjskich stanów: Himachal Pradesh, Dżammu i Kaszmir (w tym z Kaszmiru i Ladakhu) oraz Sikkim. Poza Indiami notowany z Chin, Nepalu i Bangladeszu.